# 안녕초등학교
안녕!초등학교는 대한민국 경기도 화성시에 있는 공립 초등학교이다.

## 학교 연혁
- 2005.12.26 안녕초등학교 성치 조례공포(경기도 조례 3460호)
- 2006.03.01 안녕초등학교 개교 11학급
- 2006.03.01 초대 황인수 교장 부임
- 2006.11.14 1,2 학급 1학급증설 (14학급 편성)
- 2007.02.14 제1회 졸업식(남15, 여 30 계45명)
- 2007.03.01 21학급 편성(특수학급포함), 유치원2학급 개원
- 2007.05.23 어학실구축(1.5규모)
- 2007.11.14 도서실구축(3.5규모)
- 2008.02.15 제2회 졸업식(남 46, 여31, 계77명)
- 2008.03.01 23학급 편성(특수학급포함), 유치원 2학급 편성
- 2008.08.30 과학2실 현대화사업
- 2009.02.09 체육시설 현대화사업(실외 체육시설물 12종)
- 2009.02.16 체육관 완성(9.5 규모)
- 2009.02.19 제3회 졸업식(남39,여39,계78명)
- 2009.03.01 23학급 편성(특수학급포함), 유치원 2학급편성
- 2009.09.13 제19회 전국국악경연대회 초중등 기악부문 종합대상
- 2009.11.04 경기도 교육청 지정 예술치료교육연구학교 보고회
- 2009.12.12 열린학교 홈페이지 한마당축제 교육감표창
- 2009.12.31 전국100대 교육과정 자율화 우수교 교육감 표창
- 2010.02.19 제4회 졸업식
- 2010.03.01 초등학교 24학급 편성(특수1학급 포함)
- 2010.06.06 운동장 차양막 설치
- 2010.09.30 경기도화성오산교육지원청 녹색성장시범학교 보고회 개최
- 2010.11.20 제1회 안녕예술제 개최
- 2011.02.19 제5회 졸업식(남 43, 여 46 계 89명)
- 2011.03.01 26학급 편성(특수 학급 1학급 포함)
- 2012.02.17 제6회 졸업식(98명 졸업)
- 2012.03.01 26학급 편성(특수 1학급 포함)
- 2012.09.16 정읍사 국악경연대회
- 2012.10.26 경기도교육청지정 표준화교육 연구학교 보고회
- 2012.10.30 학교안전화 시설 설치
- 2013.02.15 제7회 졸업식(졸업생 123명), 총 611명
- 2013.03.01 25학급 편성(특수학급1반 포함), 병설유치원 2학급(종일반)
- 2014.02.18 제8회 졸업식(졸업생 98명), 총 640명
- 2014.03.01 26학급 편성(특수학급1반 포함), 병설유치원 2학급(종일반)
- 2014.09.01 제3대 김성힉 교장 취임